# Cocytia durvillii
Cocytia durvillii là một loài bướm đêm trong họ Erebidae.

## Hình ảnh

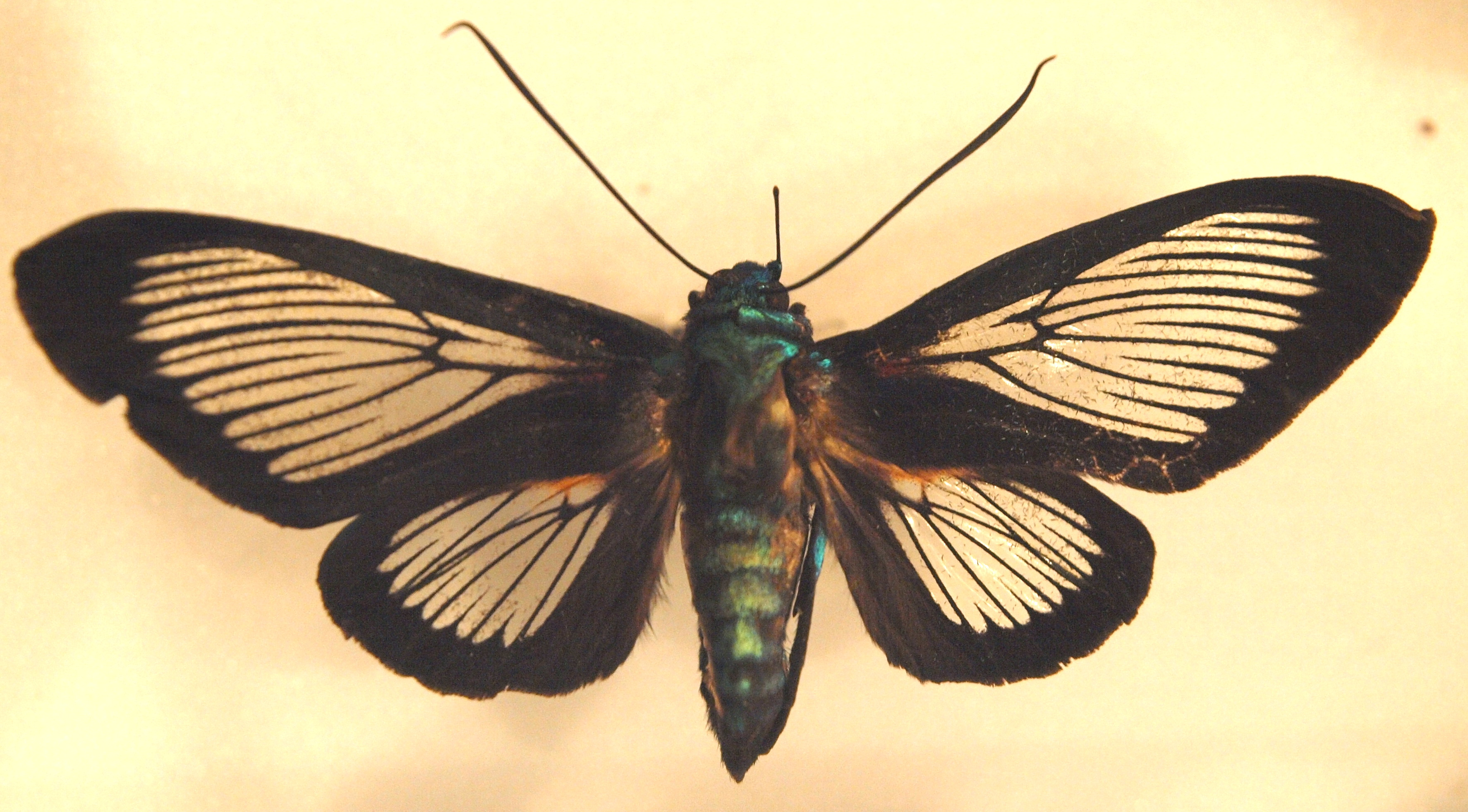